# التقسيم الإداري في سوريا
| محافظة الحسكة محافظة دير الزور محافظة الرقة محافظة حلب محافظة إدلب محافظة اللاذقية محافظة طرطوس | محافظة حماة محافظة حمص محافظة دمشق وريف دمشق محافظة السويداء محافظة درعا محافظة القنيطرة |

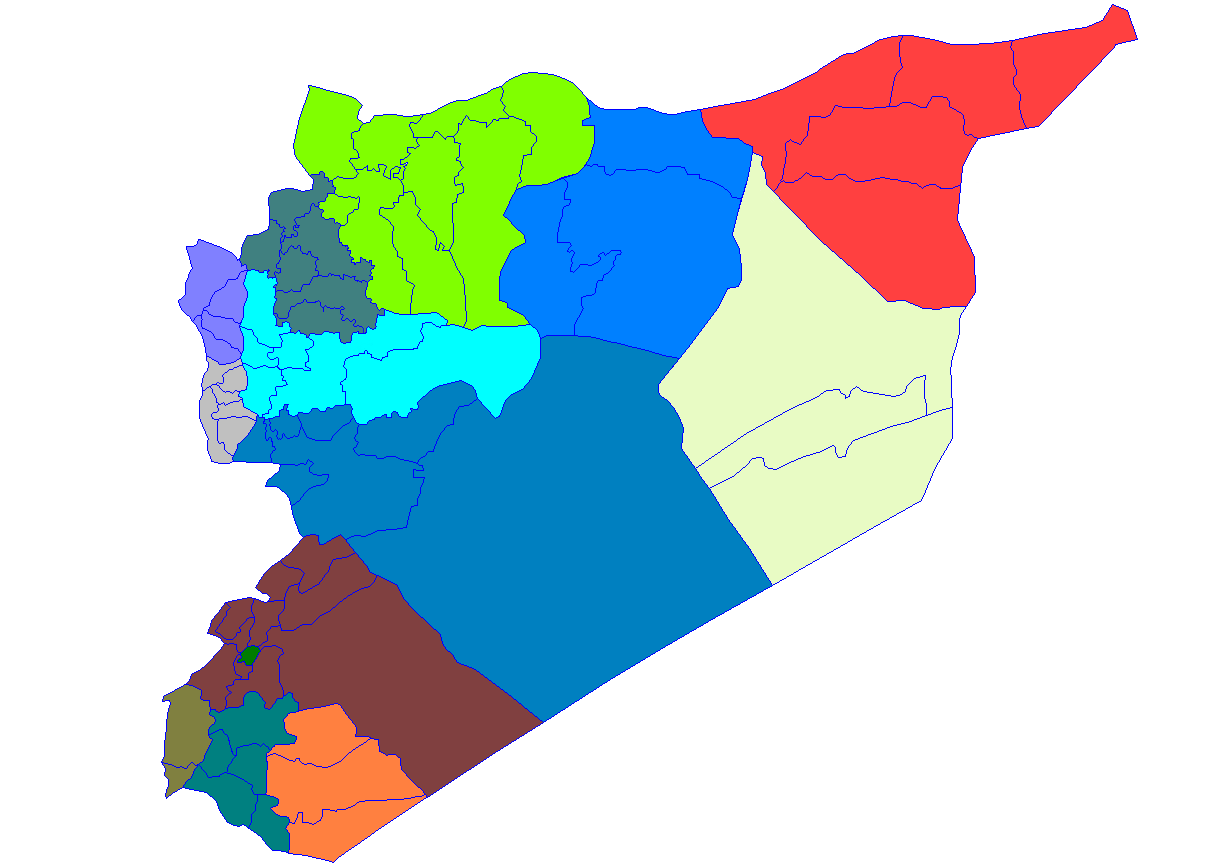
المحافظات والمناطق السوريّة
محافظة الحسكة
محافظة دير الزور
محافظة الرقة
محافظة حلب
محافظة إدلب
محافظة اللاذقية
محافظة طرطوس
محافظة حماة
محافظة حمص
محافظة دمشق وريف دمشق
محافظة السويداء
محافظة درعا
محافظة القنيطرة
الحدود الزرقاء داخل المحافظات هي حدود مناطق المحافظة.

تنقسم الجمهورية العربية السورية إلى أربع عشرة محافظة، وتنقسم المحافظات إلى ستين منطقة، والتي بدورها تنقسم إلى مزيد من المناطق الفرعية، وتسمى نواحي، تحتوي النواحي على المدن والبلدات والقرى، التي هي أصغر الوحدات الإدارية في سوريا.
ويرأس كل محافظة محافظ، يعينه رئيس الجمهورية. والمحافظ مسؤول عن الإدارة، والصحة، والخدمات الاجتماعية، والتعليم، والسياحة، الأشغال العامة والنقل، والتجارة الداخلية، والزراعة، والصناعة، والدفاع المدني، والمحافظة على القانون والنظام في المحافظة.
وزير الإدارة المحلية يعمل بشكل وثيق مع المحافظين لتنسيق والإشراف على مشاريع التنمية المحلية. ويعاون المحافظ من قبل مجلس المحافظة، وثلاثة أرباع الذين ينتخبون شعبيا لمدة أربع سنوات الأعضاء، والباقي يتم تعيينهم من قبل وزير الداخلية والمحافظ. وبالإضافة إلى ذلك، كل مجلس لديه تسليح التنفيذي يتكون من ستة إلى عشرة ضباط المعينين مركزيا، يتم اختيارهم من بين أعضاء المجلس المنتخبين. كل رئيس تنفيذي مكلف بمهام محددة.
المقاطعات والمقاطعات الفرعية تدار من قبل المسؤولين الذين يعينهم المحافظ، رهنا بموافقة وزير الداخلية. هؤلاء المسؤولين يعملون على المسائل المحلية مع المجالس المحلية المنتخبة، وتكون بمثابة وسطاء بين الحكومة المركزية والقيادات المحلية التقليدية، مثل رؤساء القرى وزعماء العشائر، ومجالس الشيوخ.

## التاريخ
قسمت الدولة المملوكية منطقة بلاد الشام إلى نيابات تبدلت وتغيرت كثيرا طول مدة حكمهم إلا أن التقسيم دار حول ست نيابات أساسية الشام وحلب وطرابلس وحماة وصفد والكرك، بدلت الدولة العثمانية هذا التقسيم في بدايات حكمها للبلاد فجعلتها مكونة من ثلاث ولايات هي الشام وحلب وطرابلس وكل ولاية مكونة من سناجق وألوية ثم غُير اسمها إلى إيالات في بداية القرن 18، وفي القرن التاسع عشر كانت حدود ولاية سورية كثيرة التغيير فمثلا ضمت إليها إيالة صيدا في عام 1865 تلها ضم ألوية القدس وبيروت وعكا واللاذقية ونابلس وطرابلس إليها ثم فصلت عنها متصرفية القدس في عام 1874 وولاية بيروت في عام 1881. لتصبح ولاية سوريا في نهاية هذا القرن مكونة من أربعة ألوية هي الشام (دمشق) وحماة وحوان والكرك وكانت حلب ولاية منفصلة عنها تتكون من ألوية حلب ومرعش وأورفة ومثلها بيروت التي كانت تضم اللاذقية وطرابلس والبقاء وعكا وبيروت.
ورثت سلطات الانتداب الفرنسي التقسيمات العثمانية السابقة فأبقت في بداء الأمر على ولايتي سوريا وحلب ومتصرفية الزور ثم بدأت في تقسيم البلاد تقسيمًا جديدا يقوم على الهويات الطائفية فأحدث بين عامي 1920 دويلات حلب ودمشق وجبل الدروز ودولة العلويين ولبنان الكبير، ثم دمجت دولتي حلب ودمشق في الاتحاد السوري. أصدر المندوب السامي الفرنسي في عام 1936 قرار تقسيم سوريا إلى محافظات هي دمشق (دون مدينة دمشق) وحلب وحمص والفرات والجزيرة وحماة وحوران واسكندرون، ثم صدر أمر دمج دولتي الدروز والعلويين في سوريا في عام 1942 بعد التصديق على اتفاقية عام 1936 بين فرنسا وسوريا.
أعيد تسمية المحافظات بعد أن استقلت سوريا، فغير اسم محافظة جبل الدروز باسم السويداء في منتصف عام 1948 وصدر أمر في عام 1952 بتسمية محافظة الجزيرة باسم الحسكة ومحافظة الفرات باسم دير الزور ومحافظة حوران باسم درعا لاتساق تسمية المحافظات في البلاد فتسمى كل محافظة باسم مركزها. كما استحدثت محافظة إدلب من حلب والرشيد من دير الزور في عام 1957 لتسهيل الأمور الحكومية والتنمية على سكان المحافظتين.
غير اسم محافظة الرشيد إلى الرقة في العام 1962 واستحدثت القنيطرة في عام 1964 من منطقة القنيطرة التابعة لدمشق ومنطقة فيق التابعة لدرعا لتوحيد الجبهة العسكرية إداريا لأسباب تتعلق بالصراع مع إسرائيل وارتباط فيق خدميا وتجاريا بالقنيطرة أكثر من ارتباطها بدرعا. وأنشئت محافظة طرطوس في عام 1966 لكبر محافظة اللاذقية وكثافتها السكانية العالية وتسهيل إنشاء وإدارة مرفأ جديد يخدم دمشق، وغير اسم محافظة دمشق إلى ريف دمشق وجُعلت مدينة دمشق محافظة في العام 1972-1973.
يرأس المحافظة المحافظ وهو معين من قِبل رئيس الجمهورية بمرسوم ويعاونه مجلس المحافظة المعين ثلثه والمنتخب ثلثاه بموجب المادة 14 من قانون الإدارة المحلية، أما رؤساء المدن والبلدات وأعضاء مجالسهم وكذلك المخاتير في القرى فهم ينتخبون كل أربع سنوات مباشرة من قبل سكان المدينة أو المحافظة، ويكون المختار مسؤولاً أمام مدير الناحـية ومدير الناحية مسؤولاً أمام مدير المنطقة الذي يكون مسؤولاً بدوره أمام المحافظ، إلا في بعض الحالات التي ترتبط بها القرى بمدير المنطقة أو بالمحـافـظ مباشرةً. وقد حددت المادة 11 من قانون الإدارة المحلية مهام مجلس المحافظة ومجالس المدن وهي في ثمانية عشر تصنيفًا.
|                                                   |  |  |  |  |
| تطور التقسيم الإداري لسورية حتى وصلت إلى 14 إدارة |  |  |  |  |

## القائمة
| الرقم | اسم المحافظة                       | المساحة (كم²) | عدد السكان (2010) | الكثافة السكانية (نسمة/كم²) | التقسيمات الإدارية | معلم | الموقع | التقسيمات الإدارية |
| ----- | ---------------------------------- | ------------- | ----------------- | --------------------------- | ------------------ | ---- | ------ | ------------------ |
| 1     | محافظة درعا                        | 3.730         | 998,000           | 267,65                      | 3                  |      |        |                    |
| 2     | محافظة دير الزور                   | 33.060        | 1,200,500         | 36,31                       | 3                  |      |        |                    |
| 3     | محافظة حلب                         | 18.500        | 4,600,166         | 248,65                      | 8                  |      |        |                    |
| 4     | محافظة حماة                        | 8.883         | 1,593,000         | 179,33                      | 5                  |      |        |                    |
| 5     | محافظة الحسكة                      | 23.334        | 1,272,702         | 55,54                       | 4                  |      |        |                    |
| 6     | محافظة حمص                         | 42.223        | 1,762,500         | 41,74                       | 6                  |      |        |                    |
| 7     | محافظة ادلب                        | 6.097         | 1,464,000         | 240,11                      | 5                  |      |        |                    |
| 8     | القنيطرة                           | 1.861         | 87,000            | 46,74                       | 2                  |      |        |                    |
| 9     | محافظة اللاذقية                    | 2.297         | 1,278,486         | 556,58                      | 4                  |      |        |                    |
| 10    | محافظة الرقة                       | 19.616        | 919,000           | 46,84                       | 3                  |      |        |                    |
| 11    | محافظة ريف دمشق                    | 18.032        | 2,831,738         | 157,03                      | 9                  |      |        |                    |
| 12    | محافظة السويداء                    | 5.550         | 364,000           | 65,58                       | 3                  |      |        |                    |
| 13    | محافظة دمشق (يوجد بها مقر العاصمة) | 1.599         | 2,211,042         | 18273,07                    | 16                 |      |        |                    |
| 14    | محافظة طرطوس                       | 1.892         | 785,000           | 414,90                      | 5                  |      |        |                    |

البلد
| البلد                     | العاصمة | المساحة (كم²) | عدد السكان (2010) | الكثافة السكانية (نسمة/كم²) | التقسيمات             | العلم | الموقع | التقسيمات الإدارية |
| ------------------------- | ------- | ------------- | ----------------- | --------------------------- | --------------------- | ----- | ------ | ------------------ |
| الجمهورية العربية السورية | دمشق    | 185.180       | 22.515.750        | 118,91                      | 14 محافظة، 60 مقاطعة. |       |        |                    |

## التقسيمات الإدارية في سوريا

### محافظة إدلب
- منطقة إدلب
- منطقة معرة النعمان
- منطقة أريحا
- منطقة حارم
- منطقة جسر الشغور

### محافظة الحسكة
- منطقة الحسكة
- منطقة رأس العين
- منطقة المالكية
- منطقة القامشلي

### محافظة حلب
- منطقة جبل سمعان
- منطقة أعزاز
- منطقة الأتارب
- منطقة الباب
- منطقة جرابلس
- منطقة دير حافر
- منطقة السفيرة
- منطقة عفرين
- منطقة عين العرب
- منطقة منبج

### محافظة حماة
- منطقة حماه
- منطقة السقيلبية
- منطقة السلمية
- منطقة محردة
- منطقة مصياف

### محافظة حمص
- منطقة حمص
- منطقة الرستن
- منطقة تدمر
- منطقة المخرّم
- منطقة القصير
- منطقة تلكلخ

### محافظة دير الزور
- منطقة دير الزور
- منطقة البوكمال
- منطقة الميادين

### محافظة دمشق
- مدينة دمشق

### محافظة درعا
- منطقة درعا
- منطقة ازرع
- منطقة الصنمين

### محافظة الرقة
- منطقة الرقة
- منطقة الثورة
- منطقة تل أبيض

### محافظة ريف دمشق
- مركز ريف دمشق
- منطقة التل
- منطقة داريا
- منطقة دوما
- منطقة الزبداني
- منطقة قدسيا
- منطقة قطنا
- منطقة القطيفة
- منطقة النبك
- منطقة يبرود

### محافظة السويداء
- منطقة السويداء
- منطقة شهبا
- منطقة صلخد

### محافظة طرطوس
- منطقة طرطوس
- منطقة صافيتا
- منطقة دريكيش
- منطقة الشيخ بدر
- منطقة بانياس

### محافظة القنيطرة
- منطقة القنيطرة
- منطقة فيق

### محافظة اللاذقية
- منطقة اللاذقية
- منطقة القرداحة
- منطقة الحفّة
- منطقة جبلة

## وصلات خارجية
- المكتب المركزي للإحصاء